# Felosa-de-rimatara
Felosa-de-rimatara (Acrocephalus rimatarae) é uma espécie de ave da família Acrocephalidae.
Apenas pode ser encontrada na Polinésia Francesa.
Os seus habitats naturais são: florestas secas tropicais ou subtropicais e pântanos.